# 徳島県道131号美馬貞光線
徳島県道131号美馬貞光線（とくしまけんどう131ごう みまさだみつせん）は、徳島県美馬市から美馬郡つるぎ町に至る一般県道である。

## 概要
美馬市美馬町から美馬郡つるぎ町貞光に至る。

### 路線データ
- 起点：徳島県美馬市美馬町（徳島県道12号鳴門池田線交点）
- 終点：徳島県美馬郡つるぎ町貞光（国道192号交点）
- 総延長：1.363 km[1]
- 車線数：2車線
- 制限速度：50 km/h

## 歴史
- 1979年（昭和54年）4月3日 - 徳島県道131号美馬貞光線として認定
- 1987年（昭和62年）2月17日 - 美馬中央橋が完成。

## 路線状況

### 道路施設

#### 橋梁
- 美馬中央橋（吉野川、美馬郡つるぎ町）

## 地理

### 通過する自治体
- 徳島県
  - 美馬市 - 美馬郡つるぎ町

### 交差する道路
| 交差する道路           | 市町村名 | 市町村名 | 交差する場所 | 交差する場所 |
| ---------------------- | -------- | -------- | ------------ | ------------ |
| 徳島県道12号鳴門池田線 | 美馬市   | 美馬市   | 美馬町       | 起点         |
| 国道192号              | 美馬郡   | つるぎ町 | 貞光         | 終点         |

### 沿線
- 吉野川

## ギャラリー

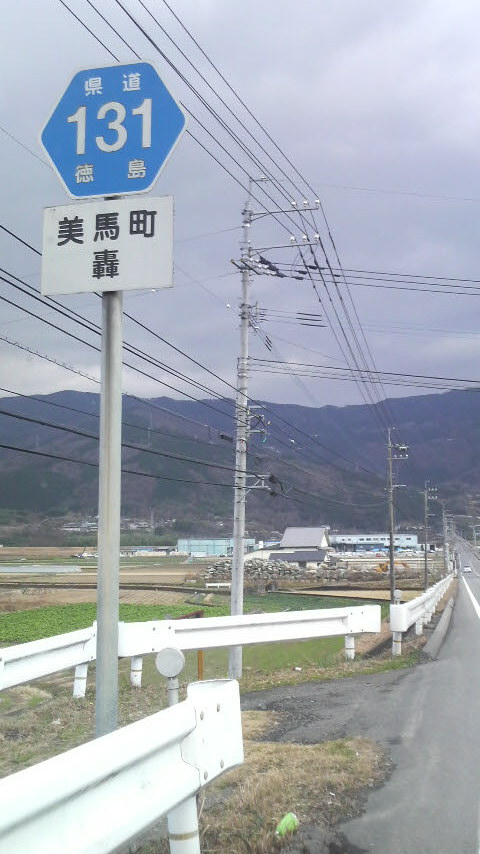
県道標識 （美馬市美馬町）